# Sítkovice

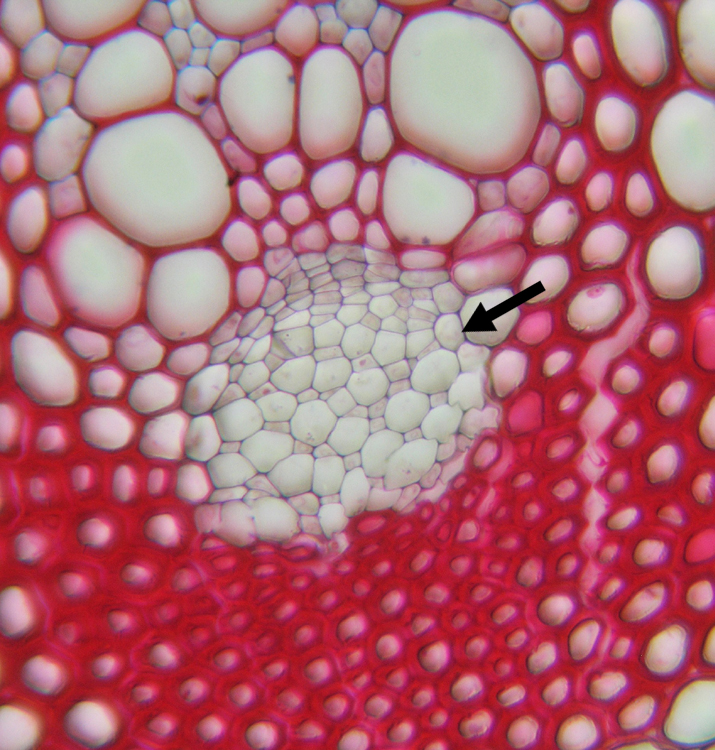
Řez cévním svazkem, šipka ukazuje na místo, kde je floém, tedy vodivé pletivo tvořené převážně sitkovicemi

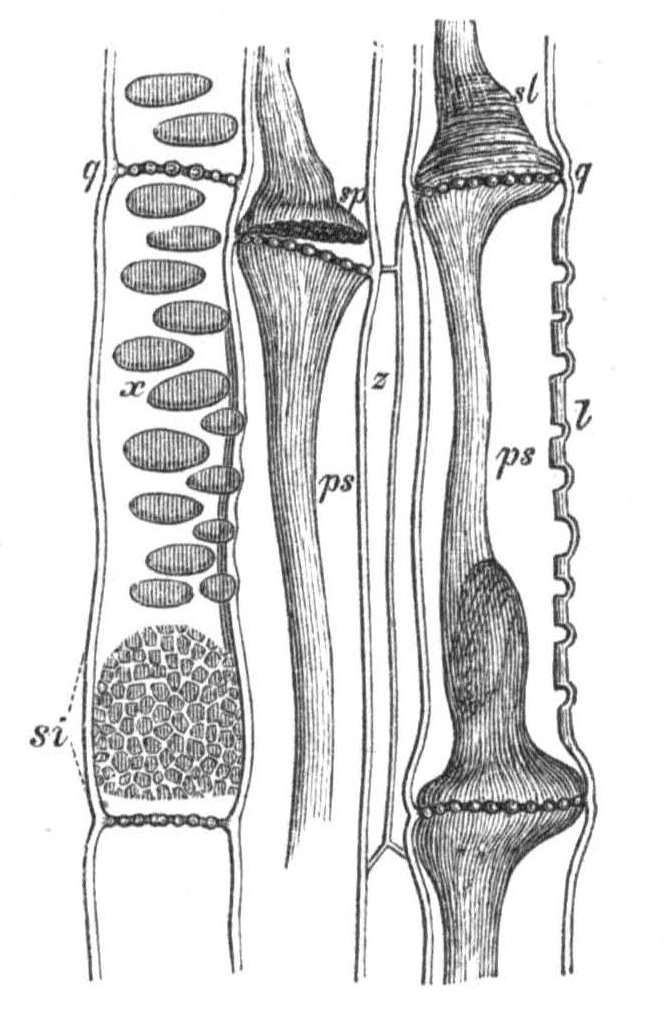
Podélný pohled na floém; vlevo je živá mladá sítkovice, vpravo od ní jsou dvě odumřelé sítkovice

Sítkovice jsou složky vodivého pletiva krytosemenných rostlin, které umožňují vedení cukernatých roztoků (asimilátů) lýkem, a to převážně z listů do místa spotřeby nebo do zásobních orgánů. U nahosemenných a kapraďorostů je nahrazují tzv. sítkové buňky.

## Stavba
Sítkovice jsou tvořeny živými buňkami prosenchymatického typu, které jsou uspořádány nad sebou a tvoří souvislý provazec. Jednotlivé buňky (články) jsou asi 20–40 mikrometrů široké a na délku měří 100–600 mikrometrů. Uvnitř sice normálně obsahují cytoplazmu (na rozdíl od cév a cévic), ale jádro postupně degeneruje.
V příčných (a někdy i v podélných) stranách sítkovic jsou tzv. sítka (sítko, lat. cribrum) , která obsahují řadu otvorů, jimiž mohou procházet asimiláty. Tyto asimiláty obsahují převážně sacharózu, jakožto hlavní transportní formu cukrů. Otvory mají zpravidla velikost několik mikrometrů, ale velmi velké bývají u tykvovitých rostlin.
Kolem sítkovic se zpravidla vyskytují tzv. průvodní buňky, které pomáhají vyživovat degenerované sítkové články. Také proto zřejmě mají velká polyploidní jádra, která usnadňují rychlou výrobu proteinů.

## Vznik a zánik
Sítkovice vznikají obvykle na jaře rozdělením mateřských meristematických buněk a pracují jen jedno vegetační období. Na podzim se ucpávají polysacharidem kalózou. Někdy se na jaře kalóza rozpustí, ale obvykle se staré sítkovice prostě stlačí a vytvoří se nové.